# Naenara

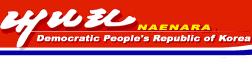

Naenara (내나라, littéralement : « mon pays ») est l'un des deux sites Web officiels de la Corée du Nord. Il est disponible en plusieurs langues : le coréen, l'anglais, le français, l'allemand, l'espagnol, le russe, le chinois, le japonais et l'arabe.
Le site est composé de plusieurs parties censées présenter la Corée du Nord : politique, tourisme, commerce extérieur, arts, presse, industrie informatique, histoire et mœurs... On y trouve également d'autres choses, comme des articles d'actualité.
On peut également télécharger sur le site des ouvrages nord-coréens, notamment les écrits des dirigeants Kim Il Sung et Kim Jong-Il, ainsi que leurs biographies.